# Ambrizal Ammar
Ambrizal Ammar (sinh ngày 1 tháng 2 năm 1981) là một cầu thủ bóng đá người Indonesia who is currently plays ở vị trí Hậu vệ cho câu lạc bộ tại Liga 1 Bhayangkara FC.

## Sự nghiệp
Ngày 9 tháng 12 năm 2014, anh lại ký hợp đồng với Persija Jakarta.

## Danh hiệu
Sriwijaya
Vô địch
- Liga Indonesia: 2007–08
- Piala Indonesia (3): 2007–08, 2008–09, 2010